# Südafrikanische Cricket-Nationalmannschaft gegen Simbabwe in der Saison 1999/2000
Die Touren der südafrikanischen Cricket-Nationalmannschaft gegen Simbabwe in der Saison 1999/2000 war je eine Tour mit je einem Tests, die die beiden Teams gegeneinander in jeweils einem der Länder austrugen. Die Tour in Südafrika fand vom 29. Oktober bis zum 1. November 1999 statt, die Tour in Simbabwe vom 11. bis zum 14. November 1999. Die internationale Cricket-Touren waren Bestandteil der Internationalen Cricket-Saison 1999/2000. Beide Serien wurden durch Südafrika mit 1–0 gewonnen.

## Vorgeschichte
Das letzte Aufeinandertreffen der beiden Mannschaften bei einer Tour fand in der Saison 1995/96 in Simbabwe statt.

## Tour in Südafrika

### Stadion
Das folgende Stadion wurden für die Tour als Austragungsort vorgesehen.
| Stadion        | Stadt        | Kapazität | Spiele  |
| -------------- | ------------ | --------- | ------- |
| Chevrolet Park | Bloemfontein | 20.000    | 1. Test |

### Kaderlisten
Die Mannschaften benannten die folgenden Kader.
| Test | Test |
| Südafrika | Simbabwe |
| --- | --- |
| - Hansie Cronje (K) - Paul Adams - Adam Bacher - Mark Boucher (wk) - Daryll Cullinan - Boeta Dippenaar - Allan Donald - Jacques Kallis - Lance Klusener - Shaun Pollock - Jonty Rhodes | - Alistair Campbell (K) - Andy Flower (wk) - Grant Flower - Murray Goodwin - Trevor Gripper - Neil Johnson - Pommie Mbangwa - Henry Olonga - Gavin Rennie - Bryan Strang - Guy Whittall |

### Test in Bloemfontein
| 29. Oktober – 1. November Scorecard | Bloemfontein | Simbabwe 192 (75)                               | – | Südafrika 417 (150.1) & 212 (71.1) |
|                                     |              | Südafrika gewinnt mit einem Innings und 13 Runs |   |                                    |

Südafrika gewann den Münzwurf und entschied sich als Feldmannschaft begonnen. Als Spieler des Spiels wurde Jacques Kallis ausgezeichnet.

## Tour in Simbabwe

### Stadion
Das folgende Stadion wurden für die Tour als Austragungsort vorgesehen.
| Stadion            | Stadt  | Kapazität | Spiele  |
| ------------------ | ------ | --------- | ------- |
| Harare Sports Club | Harare | 10.000    | 1. Test |

### Kaderlisten
Die Mannschaften benannten die folgenden Kader.
| Test | Test |
| Simbabwe | Südafrika |
| --- | --- |
| - Andy Flower (K, wk) - Alistair Campbell - Grant Flower - Murray Goodwin - Trevor Gripper - Neil Johnson - Pommie Mbangwa - Henry Olonga - Gavin Rennie - Bryan Strang - Guy Whittall | - Hansie Cronje (K) - Paul Adams - Adam Bacher - Mark Boucher (wk) - Daryll Cullinan - Boeta Dippenaar - Allan Donald - Jacques Kallis - Lance Klusener - Shaun Pollock - Jonty Rhodes |

### Test in Harare
| 11. – 14. November Scorecard | Harare | Simbabwe 102 (46.5) & 141 (50.2)             | – | Südafrika 462-9d (154) |
|                              |        | Südafrika gewinnt mit einem Innings 219 Runs |   |                        |

Südafrika gewann den Münzwurf und entschied sich als Feldmannschaft begonnen. Als Spieler des Spiels wurde Shaun Pollock ausgezeichnet.